# Uchgaon
Uchgaon es una ciudad censal situada en el distrito de Kolhapur en el estado de Maharashtra (India). Su población es de 21238 habitantes (2011). Se encuentra a 7 km de Kolhapur.

## Demografía
Según el censo de 2011 la población de Uchgaon era de 31 238 habitantes, de los cuales 16 260 eran hombres y 14 978 eran mujeres. Uchgaon tiene una tasa media de alfabetización del 86,47 %, superior a la media estatal del 82,34 %: la alfabetización masculina es del 91,09 %, y la alfabetización femenina del 81,49 %.